# Геологічний відділ
Ві́дділ геологі́чний (рос.отдел геологический, англ. geological departament, geological series; нім. geologisch Abteilung f, Abteilung f in der Stratigraphie f) — у геології — підрозділ стратиграфічної шкали, який складається з комплексу гірських порід, що утворилися протягом геологічної епохи. Відділи поділяють на геологічні яруси.